# 코르네유 기욤 베베를로
기욤 코르넬리스 판 베베를로(Guillaume Cornelis van Beverloo, 1922년 7월 3일~2010년 9월 5일)는 코르네유(Corneille)라는 가명으로 더 잘 알려진 네덜란드의 예술가이다.
코르네유는 벨기에 리에주에서 태어났지만 그의 부모님은 네덜란드 사람이었으며 코르네유가 12살이었을 때 네덜란드로 돌아왔다. 코르네유는 네덜란드 암스테르담 미술 아카데미에서 미술을 공부했다. 그는 1948년 REFLEX 운동의 창시자 중 한 명이었으며, 1949년에는 스칸디나비아 미술에 큰 영향을 미친 예술 그룹인 CoBrA의 창시자 중 한 명이기도 했다. 그는 처음부터 CoBrA에서 활동했으며 그림을 그리는 것뿐만 아니라 CoBrA 잡지에 시를 게재하기도 했다. 그는 Experimentele Groep in Holland의 공동 창립자이기도 했다. 코르네유는 어린이들의 그림에서 영감을 얻었고, 어린이들의 경험과 연결되는 예술로 접근하는 것이 중요하다고 믿었다. 코르네유는 1990년대에 CoBrA 박물관을 방문했을 때 "어린이를 위한 미술 대여"가 있다는 얘기를 듣고 설립자인 로비 벨레만스(Roby Bellemans)와 이야기를 나누며 이 프로젝트에 대해 파리에 있는 자신의 집으로 더 많은 정보를 보내달라고 부탁하기도 했다. 그는 이러한 계획을 추진하기로 결정했으며 지원 명단을 작성하고 신키치 타지리 등 다른 아티스트를 설득해 계약을 맺었다.

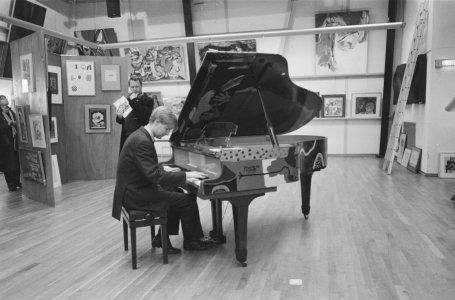
1987년 12월 3일, 크리스티 경매일에 촬영한 '코르네유가 그림을 그린 피아노' 사진
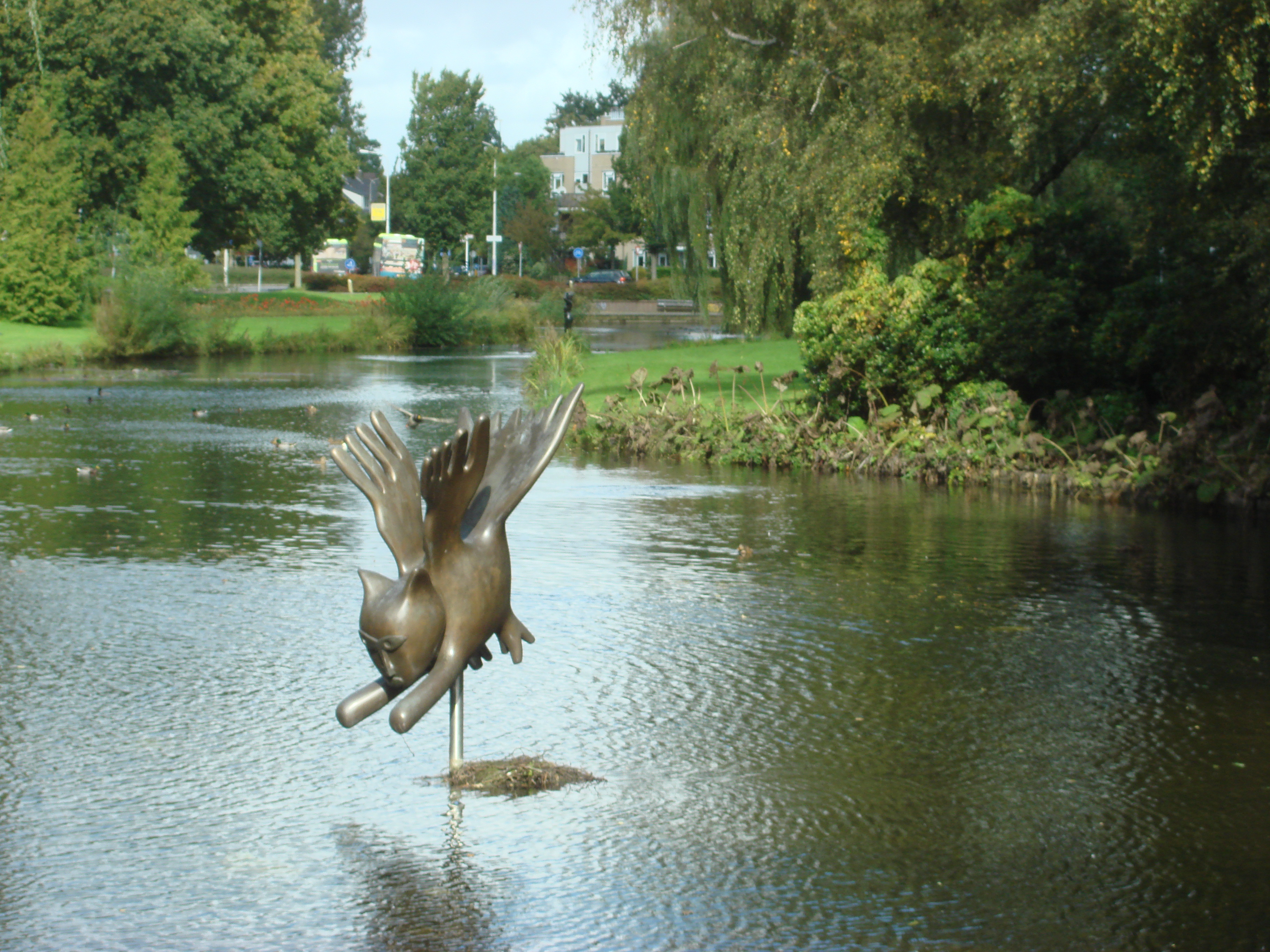
암스텔베인의 코브라 박물관 뒤 연못에 있는 코르네유의 De Vliegende Kat 동상

시를 쓰는데 있어서 코르네유는 호안 미로와 파울 클레의 영향을 강하게 받았다. 1951년 그룹이 해체된 후 그는 파리로 이사하여 아프리카 미술품을 수집하기 시작했다. 이러한 미술품들은 그의 작품에서 분명해졌으며, 새의 눈높이에서 본 풍경, 이국적인 새, 양식화된 형태와 같은 더 상상력 있는 스타일을 띠기 시작했다. 그의 작품은 퐁피두 센터에 소장되어 있다.
코르네유는 여생을 파리에서 지내며 작업했으며, 이스라엘을 방문하여 야파 아틀리에(Jaffa Atelier)에서 작업하기도 했다.
코르네유는 2003년 9월 24일 라마트간 이스라엘 미술관에서 판화 전시회를 열기도 했다. 코르네유는 2010년 프랑스의 오베르쉬르우아즈에서 사망했다.